# Encyocrates raffrayi
Genre
Espèce
Encyocrates raffrayi, unique représentant du genre Encyocrates, est une espèce d'araignées mygalomorphes de la famille des Theraphosidae.

## Distribution
Cette espèce est endémique de Madagascar.

## Étymologie
Cette espèce est nommée en l'honneur d'Achille Raffray (1844–1923).

## Publication originale
- Simon, 1892 : Études arachnologiques. 24e Mémoire. XXXIX. Descriptions d'espèces et de genres nouveaux de la famille des Aviculariidae (suite). Annales de la Société Entomologique de France, vol. 61, p. 271-284 (texte intégral).